# Cinara pseudosabinae
Cinara pseudosabinae är en insektsart. Cinara pseudosabinae ingår i släktet Cinara och familjen långrörsbladlöss. Inga underarter finns listade i Catalogue of Life.